# Roberto Pérez Toledo
Roberto Pérez Toledo (Lanzarote, Canarias; 3 de abril de 1978 - Madrid, 31 de enero de 2022) fue un guionista, director y productor de cine español.

## Biografía
Desde que era un niño, ya tuvo interés por el mundo cinematográfico. Su primer contacto con el cine se produjo con la película E.T., el extraterrestre (1982). A los tres años los médicos le diagnosticaron una atrofia espinal congénita, la cual le causaría una progresiva debilidad muscular hasta que, con 14 años, esta degeneración de sus músculos hizo que tuviera que usar una silla de ruedas para poder desplazarse. Ya de adolescente, empezó a escribir guiones y experimentar con la cámara. Más tarde, se trasladó a la península y estudió Comunicación Audiovisual en la Universidad Pontificia de Salamanca. 
Posteriormente realizó un curso de guion audiovisual en la Escuela de Cine y TV Septima Ars de Madrid
Realizó más de una treintena de cortometrajes en los que contó en numerosas ocasiones con actores como Nacho Aldeguer, Verónica Echegui, Álex García, Javier Calvo y Elena Furiase. En 2011, dio el salto al largometraje con Seis puntos sobre Emma, que se estrenó el 11 de mayo de 2012 en toda España y ganó las Biznagas de Plata a la Mejor Actriz (Verónica Echegui) y el Mejor Guion en el Festival de Málaga, el Premio del Público y el Premio a la Mejor Ópera Prima en Cinespaña (Francia) o el Premio a la Mejor Ópera Prima en MadridImagen, entre otros galardones.
En 2013 participó en el largometraje colectivo Al final todos mueren, junto a Javier Botet, Pablo Vara y David Galán Galindo, con el apadrinamiento de Javier Fesser.
En 2014 lanzó la tv-movie (rodada según el manifiesto #littlesecretfilm) Los amigos raros, emitida en el canal Calle 13 y después convertida en un fenómeno viral en la red, con más de 20 millones de reproducciones. 
El 2 de junio de 2017 estrenó el largometraje, Como la espuma. Un mes antes fue seleccionado en el D'A Film Festival Barcelona, donde se vio por primera vez en público.
En enero de 2022 estrenó su primera obra de teatro, Manual básico de lengua de signos para romper corazones, una historia de amor entre dos chicos con discapacidad, en el Teatro María Guerrero con producción del Centro Dramático Nacional.
Falleció el 31 de enero de 2022, una semana después de sufrir un accidente cerebrovascular del que no pudo reponerse.

## Filmografía
Debutó como director en 1999 con el corto Mar adentro. A este proyecto le siguieron muchos otros cortometrajes, como Vuelco (2005) o Los gritones (2010). Este último recibió gran cantidad de premios, incluso llegó a ser plagiado por una marca de coches, por lo que se llevó a los tribunales.
Además de guionista, director y productor, solía encargarse también de la edición de sus obras cortas y largas.
En 2012 presentó su primer largometraje Seis puntos sobre Emma, una historia en torno a Emma, que tiene casi 30 años, es ciega y vive obsesionada con el deseo de ser madre. Cuando descubre que su novio no podrá dejarla embarazada, rompe con él y emprende la búsqueda de un espermatozoide perfecto. Sin enamorarse, sin sentimientos. Parece fácil, pero no tardará en descubrir que su ceguera no reside únicamente en los ojos. 
En 2013 tuvo lugar su segunda incursión cinematográfica con el largometraje Al final todos mueren. El proyecto, apadrinado por Javier Fesser, incluía segmentos dirigidos por el propio Roberto, Javier Botet, Pablo Vara y David Galán Galindo. Fesser dirige un prólogo y un epílogo. El film narra diferentes puntos de vista de cómo afrontar el fin del mundo desde que se conoce que un meteorito impactará contra la tierra y acabará con todo. El segmento de Pérez Toledo, "Los románticos del fin del mundo", se centraba en un grupo de jóvenes que con motivo del fin del mundo han decidido encontrar el amor de su vida. 
En 2014 lanzó la tv-movie (rodada según el manifiesto #littlesecretfilm) Los amigos raros,  emitida en el canal Calle 13 y después convertida en un fenómeno viral en la red, donde superó los 22 millones de visionados. 
Entre 2015 y 2018 escribió y dirigió los exitosos cortos "branded content" (14 en total) de las campañas en línea para el día de San Valentín de El Corte Inglés (#ElAmorMola, #LaSuerteDeQuererte, #QuéSuerteQuererte), entre los que destacó "Cupido in love" por ser la primera acción de marketing de El Corte Inglés con una historia romántica entre dos chicos. También dirigió el corto "Chicos que lloran" para Turismo La Rioja y Atrápalo, "El club de la L" para Mapfre, "Amor scout" para ASDE España y "Taras" como padrino del Premio Fundación Repsol de Notodofilmfest.
En 2017 estrenó el largometraje Como la espuma, el tercero en solitario, que inició su recorrido en D›A Film Festival Barcelona. 
Creador incesante y pionero a la hora de publicar sus historias en línea, ha sido guionista y director de multitud de cortometrajes, que han recorrido festivales de los cinco continentes y logrado decenas de premios. Muchos de ellos también acumulan millones de visionados en su canal de YouTube (Vuelco, Los gritones, Rotos, Cupido in love, Sí a todo, Admirador secreto, La peli que vamos a ver, Flechazos, Taras, Antes de la erupción...)
Por su aportación al cine que visibiliza la diversidad sexual, ha recibido el Premio Honorífico del Lesgaicinemad, el festival de temática LGBTI más importante de los países de habla hispana. 
Creó y dirigió "Amor superdotado", la primera serie de ficción española para Facebook .
Uno de sus últimos trabajos fue "Siempre que lo cuento", capítulo de la serie Indetectables, impulsada por Apoyo Positivo para luchar contra el estigma social del VIH.
En 2021 rodó el largometraje Lugares a los que nunca hemos ido, premio Biznaga de plata a la mejor película en la sección Zonazine del Festival de Málaga en 2022 y premio Tesela de Oro del 19º Festival de Cine de Alicante.
En enero de 2022 estrenó su obra de teatro Manual básico de lengua de signos para romper corazones, en el Teatro María Guerrero de Madrid con producción del Centro Dramático Nacional. Narra una historia de amor entre un chico sordo y un oyente que descubren que las barreras que les separan no son las físicas.
| Película                                          | Año  | Guionista | Director | Editor | Productor | Cámara | Sonido |
| ------------------------------------------------- | ---- | --------- | -------- | ------ | --------- | ------ | ------ |
| Como la espuma"                                   | 2017 | *         | *        |        |           |        |        |
| Los Amigos raros (Largometraje #littlesecretfilm) | 2014 | *         | *        | *      | *         |        |        |
| Al final todos mueren (Largometraje)              | 2013 | *         | *        | *      | *         |        |        |
| Rotos                                             | 2012 | *         | *        | *      | *         |        |        |
| Seis puntos sobre Emma (Largometraje)             | 2012 | *         | *        |        |           |        |        |
| Los gritones                                      | 2010 | *         | *        | *      | *         |        | *      |
| Tetequiquiero                                     | 2010 | *         | *        | *      |           |        |        |
| Nuestro propio cielo                              | 2008 | *         | *        |        | *         |        |        |
| Bailad para mí                                    | 2005 | *         | *        | *      | *         |        |        |
| Globos                                            | 2005 | *         | *        |        | *         |        |        |
| Vuelco                                            | 2005 | *         | *        |        | *         |        |        |
| Contar las nubes                                  | 2003 | *         | *        | *      |           | *      |        |
| Estrela                                           | 2003 | *         | *        | *      | *         |        |        |
| En otra vida                                      | 2002 | *         | *        | *      |           |        |        |
| Gara y los sueños                                 | 2002 |           | *        | *      |           | *      |        |
| Lluvia                                            | 2002 | *         | *        | *      | *         |        |        |
| Mar adentro                                       | 1999 | *         | *        | *      |           |        |        |

## Premios
Mar adentro (1999)
- Premio al Mejor Guion en el Certamen "62 minutos de creatividad" de la Universidad Pontificia de Salamanca.
- Primer Premio en el I Festival de Cortometrajes En línea de Cortovision.com.

En otra vida (2002)
- Premio al Mejor Corto en Vídeo de Imacine 2003 (Encuentro Internacional de Cine de Maspalomas).
- Segundo Premio en el Concurso de Cortometrajes de CajaCanarias 2004.

Gara y los sueños (2002)
- Cortometraje grabado y editado en un par de jornadas, concebido y materializado dentro de la sección La Palma Rueda del I Festival Internacional de Cine Digital Isla de La Palma (Festivalito) y ganador del Primer Premio de dicho Festival en agosto de 2002.

Estrela (2003)
- Premio al Mejor Corto en Vídeo en Imacine 2004 (Encuentro Internacional de Cine de Maspalomas).
- Premio al Mejor Cortometraje Canario en el II Certamen Internacional de Cortometrajes de la Universidad de La Laguna.
- Premio del Público en la II Muestra Internacional de Cortometrajes de la Universidad de La Laguna.

Vuelco (2005)
- Premio al Mejor Cortometraje en CinemAjalvir, III Muestra Nacional de Cortometrajes de Ajalvir.
- Premio al segundo mejor cortometraje en cine en la primera edición del Festival de Cortos SanviFilms.
- Mención Especial del Jurado en el Certamen de Cine Corto "Nada sobre nós sin nós".
- Premio "Shortvillage" en el 5º Reggio Film Festival (Italia).
- Premio al Mejor Cortometraje Canario en la primera edición del Festival Dunas (Fuerteventura).
- Premio al Mejor Cortometraje en la sexta edición de Le Festival Image et Vie (Dakar, Senegal).
- Premio al Mejor Cortometraje en el Concurso de Cortometrajes de CajaCanarias 2006 (Tenerife).
- Premio del Público en la VII Muestra de Cine de Lanzarote.

Nuestro propio cielo (2008)
- Premio al mejor cortometraje en el XV Certamen de Arte Joven de Puerto de la Cruz, CRUZARTE.
- Premio al Mejor Cortometraje Europeo en Imola Film Festival (Italia).

Los Gritones (2010)
- Premio Especial del Jurado en Notodofilmfest.
- Primer Premio en Walthamstow International Film Festival (Reino Unido).
- Mejor Cortometraje en el 10º Certamen Nacional de Cortos de Avilés.
- Primer Premio en Dragon Award for New Talent (Suecia).
- Best Ultra Short en Miami International Film Festival (USA).
- Premio del Público en el XI Festival de Cine de Humor de Navalcarnero.
- Premio del Público en SHNIT International Short Film Festival (Suiza).
- Premio al Mejor Cortito de XIII Festival Internacional de Cortometrajes "La boca del lobo".
- Mejor Cortometraje en CineMad 2010.
- Mejor Cortometraje en Festival de Cortos Barbú 2010.
- Mejor Guion en Almería en Corto.
- HeartStrings Award en Short Short Story Film Festival (USA).
- Best Short-Short Film en Red Rock International Film Festival (USA).
- Tercer Premio en Nontzefilmak 2011.
- Premio del Público en el I Festival de Cortos en la Cárcel.
- Mención Especial del Jurado en el XI Festival de Cine de Lanzarote.
- Special Jury Recognition en Aspen Shortsfest 2011.

 Seis puntos sobre Emma (2011)
- Mejor Guion y Mejor Actriz (Verónica Echegui) en el Festival de Cine Español de Málaga.
- Mejor Ópera Prima y Premio del Público en Cinespaña, Festival de Cine de España de Toulouse.
- Mejor Ópera Prima en Madridimagen.
- Mejor Actriz (Verónica Echegui) en Costa Rica Festival Internacional de Cine.
- Ganador del Premio al Mejor Largometraje Canario en el Festival Internacional de Cine de Las Palmas.